# Munkáspárt (Írország)
A Munkáspárt (írül: Páirtí an Lucht Oibre, jelentése "a Dolgozó Nép Pártja") egy balközép és szociáldemokrata párt az Ír Köztársaságban. A pártot 1912. május 28-án Clonmelben, Tipperary megyében James Connolly, James Larkin és William O'Brien alapította az Ír Szakszervezeti Kongresszus politikai szárnyaként. 

## Fordítás
Ez a szócikk részben vagy egészben  a   Labour Party (Ireland) című angol Wikipédia-szócikk ezen változatának fordításán alapul.  Az eredeti cikk szerkesztőit annak laptörténete sorolja fel. Ez a jelzés csupán a megfogalmazás eredetét és a szerzői jogokat jelzi, nem szolgál a cikkben szereplő információk forrásmegjelöléseként.